# Herforder EV
Der Herforder EV (vollständiger Name: Herforder Eishockey Verein e. V.) ist ein Eishockeyverein in Herford. Der Verein wurde 2004 gegründet und hat die Vereinsfarben Schwarz und Rot. Die als „Ice Dragons“ (engl.: Eisdrachen) bekannten Spieler stiegen im Jahre 2020 in die drittklassige Oberliga Nord auf. Bereits von 2011 bis 2013 spielten die Herforder in der Oberliga West. Heimspielstätte ist das Eisstadion „Im Kleinen Felde“.
Die Vorgängervereine Herforder EG und Herforder EC spielten einige Jahre in der drittklassigen Oberliga. Die Herforder EG war 1991 deutscher Regionalliga-Vizemeister und erreichte 1994 die Aufstiegsrunde zur 2. Bundesliga. Größter Erfolg des Herforder EC war der Aufstieg in die Oberliga Nord im Jahre 2000.

## Geschichte

### Herforder EG (1980–1994)

#### Anfangsjahre und Eishockeyboom
Die Region Ostwestfalen-Lippe ist in erster Linie durch seine Fußball- und Handballvereine wie Arminia Bielefeld, GWD Minden und TBV Lemgo bekannt. Eishockey wurde bis in die späten 1970er Jahre ausschließlich beim Bielefelder RSC gespielt. Im Jahre 1980 wurde neben dem Freibad an der Diebrocker Straße das Eisstadion „Im Kleinen Felde“ gebaut. Noch bevor die Bauarbeiten beendet waren, wurde die Herforder Eislauf-Gemeinschaft (kurz: HEG) unter dem Vorstand Egbert Aschoff (1. Vorsitzender), Peter Thilker (2. Vorsitzender und Geschäftsführer) und Horst Opitz (Schatzmeister) gegründet. Nachdem die Mannschaft einige Zeit trainiert hatte, trat die Mannschaft zu einem Freundschaftsspiel gegen eine Mannschaft von Arminia Bielefeld an und verlor mit 2:22.
In den ersten drei Jahren der Vereinsgeschichte stellte die HEG lediglich eine Hobbymannschaft, die Freundschaftsspiele in Nordrhein-Westfalen und Niedersachsen austrug. Der in Espelkamp wohnende Pole Stanislav Bruno war der erste Trainer. 1983 führte der Landeseissport-Verband Nordrhein-Westfalen die Bezirksliga als unterste Spielklasse ein. Die mittlerweile von Karl Kemner trainierte Mannschaft konnte sich mit Spielern der aufgelösten Eishockeymannschaft der Bielefelder Arminia verstärken und belegte den zweiten Platz. Ein Jahr später wurde die Mannschaft in die NRW-Liga eingeteilt und belegte den vierten Platz. In der von Bernd Haake trainierten Mannschaft spielten mit Brad Haugen und Steven Shea erstmals ausländische Spieler. Die anschließende Qualifikationsrunde zur Regionalliga West verlief erfolgreich.
| Saison                               | Liga | Vorrunde  | Endrunde   |
| ------------------------------------ | ---- | --------- | ---------- |
| 1983/84                              | BzL  | 2. Platz  | –          |
| 1984/85                              | NRW  | 4. Platz  | 5. Platz ↑ |
| 1985/86                              | RL   | 4. Platz  | 4. Platz ↑ |
| 1986/87                              | RL   | 2. Platz  | 3. Platz ↑ |
| 1987/88                              | OL   | 7. Platz  | 4. Platz ↓ |
| 1988/89                              | RL   | 3. Platz  | 1. Platz ↓ |
| 1989/90                              | RL   | 4. Platz  | 4. Platz ↓ |
| 1990/91                              | RL   | 1. Platz  | 3. Platz ↑ |
| 1991/92                              | OL   | 10. Platz | 7. Platz ↓ |
| 1992/93                              | OL   | 8. Platz  | 8. Platz ↑ |
| 1993/94                              | OL   | 7. Platz  | 7. Platz ↑ |
| ↑ = Aufstiegsrunde ↓ = Abstiegsrunde |      |           |            |

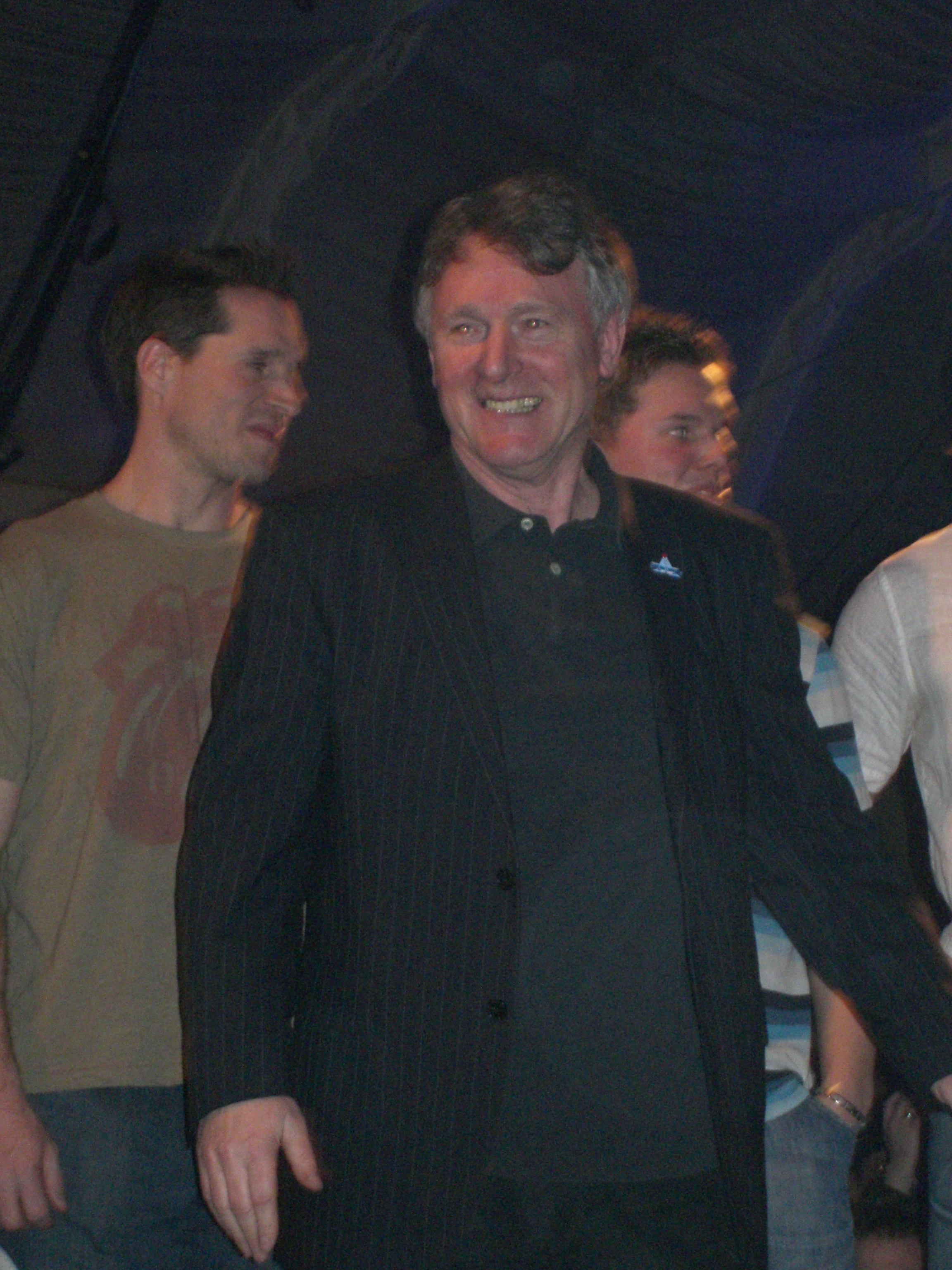
Bernd Haake

Als Aufsteiger belegte die Mannschaft in der Saison 1985/86 auf Anhieb Platz vier und durfte an der Qualifikationsrunde zur Oberliga teilnehmen. Dort wurde die HEG Vorletzter. Die nächste Spielzeit sorgte für den bisherigen Höhepunkt der Eishockeybegeisterung in Herford. Die Spiele gegen den ERC Westfalen Dortmund und dem EC Nordhorn wurden jeweils von über 4000 Zuschauern verfolgt. Deutschlandweit gehörte die Herforder EG damit zu den zehn Eishockeyvereinen mit dem höchsten Zuschauerschnitt. Angeführt von den Torjägern Jeff Job und Pat Brodeur wurden die Herforder Vizemeister der Regionalliga West und belegte in der Qualifikation zur Oberliga Nord den dritten Platz. Da der Berliner Schlittschuhclub seine Mannschaft für die kommende Saison zurückzog, rückte die HEG in die Oberliga nach.
Trotz des sportlichen Erfolges kam es zu Querelen im Vereinsumfeld. Anwohner des Stadions beklagte sich über die von den Zuschauern verursachten Lärm und erzwangen vor Gericht eine Beschränkung der Zuschauerzahl auf 800. Der Verein wiederum beklagte mangelnde Trainingszeiten. Auch im Vorstand gab es Ärger. Trainer Bernd Haake wechselte ins Betreuerteam der deutschen Nationalmannschaft. Sein Nachfolger wurde Mike Wenner. Die Oberligasaison 1987/88 beendete die HEG auf Platz sieben mit zehn Punkten Rückstand auf den EC Nordhorn. Zwar schaffte die Mannschaft mit Platz vier in der Qualifikationsrunde den Klassenerhalt, jedoch verzichtete die Vereinsführung auf ein weiteres Jahr in der Oberliga.

#### Konsolidierung und Wiederaufstieg
Mit dem US-amerikanischen Trainer Jerry Morrissey strebte der Verein in der Regionalligasaison 1988/89 die finanzielle Konsolidierung an. Die Zuschauerbeschränkung wurde auf 1000 Zuschauer erhöht. Mit Peter Derksen und Frank Burchot verpflichtete der Verein zwei Spieler, die noch für viele Jahre das Vereinsgeschehen als Spieler und Trainer prägen sollten. Mit einem Punkt Rückstand auf den EHC Unna wurde die HEG nur Dritter und verpasste die Qualifikationsrunde zur Oberliga. Die anschließende Qualifikationsrunde zur Regionalliga wurde ohne Punktverlust beendet. Auch in der Saison 1989/90 verpasste die Mannschaft als Vierter den Wiederaufstieg.
Erst in der Saison 1990/91 schaffte die HEG die Rückkehr in die Oberliga. Überlegen wurde die Mannschaft Meister der Regionalliga West. Von 27 Spielen gewann das Team 25 und erzielte dabei 353 Tore. Als Dritter der Oberligaqualifikation machte die Mannschaft die Rückkehr in die Oberliga perfekt. Im Halbfinale um die deutsche Regionalligameisterschaft traf die HEG auf den Nordmeister ESC Wedemark. Nach einem 10:10-Unentschieden im Hinspiel erreichten die Ostwestfalen durch einen 11:5-Auswärtssieg das Finale gegen den 1. EV Weiden. Die Oberpfälzer konnten durch einen 12:5-Sieg zu Hause und einen 9:7-Sieg in Herford die Meisterschaft feiern.
In der Oberliga-Saison 1991/92 musste die Mannschaft lange um den Klassenerhalt zittern. Die Vorrunde schloss die HEG als punktschlechteste Mannschaft ab. In der Qualifikation zur Oberliga reichte ein siebter Platz zum Klassenerhalt, da die Oberliga von zehn auf 14 Mannschaften aufgestockt wurde. Sportlich verbesserte sich die Mannschaft in der nächsten Saison. Mit einem Punkt Vorsprung auf den Herner EV wurde die HEG Achter und qualifizierte sich die Mannschaft für die Finalrunde, in der nur der letzte Platz erreicht wurde.
Den größten Erfolg der HEG-Ära wurde in der Saison 1993/94 erreicht. Sowohl nach der Vorrunde als auch in der Meisterrunde der Oberliga Nord belegten die Herforder den siebten Platz. Die Mannschaft qualifizierte sich für die Aufstiegsrunde zur 2. Bundesliga. Gegner im Achtelfinale war der Vizemeister der Oberliga Süd, der EC Bad Tölz. Das erste Spiel konnten die Tölzer auf eigenem Eis knapp mit 3:2 gewinnen. Die Bayern konnten auch die Spiele zwei und drei (4:1 und 6:2) für sich entscheiden. Während Bad Tölz später Meister der Oberliga wurde, musste die Herforder EG Insolvenz anmelden.

### Herforder EC (1994–2004)
| Saison                               | Liga | Vorrunde  | Endrunde   |
| ------------------------------------ | ---- | --------- | ---------- |
| 1994/95                              | NRW  | ?         | 8. Platz ↑ |
| 1995/96                              | 2. L | 10. Platz | 4. Platz ↓ |
| 1996/97                              | NRW  | 2. Platz  | 3. Platz ↑ |
| 1997/98                              | RL   | 4. Platz  | –          |
| 1998/99                              | RL   | 2. Platz  | 8. Platz ↑ |
| 1999/2000                            | RL   | 1. Platz  | 1. Platz ↑ |
| 2000/01                              | OL   | 5. Platz  | –          |
| 2001/02                              | RL   | 7. Platz  | –          |
| 2002/03                              | RL   | 6. Platz  | –          |
| 2003/04                              | RL   | Insolvenz | Insolvenz  |
| ↑ = Aufstiegsrunde ↓ = Abstiegsrunde |      |           |            |

Mit dem Herforder Eishockeyclub (kurz: HEC) wurde ein Nachfolgeverein gegründet, der in der viertklassigen NRW-Liga starten durfte. Von nun an war die Mannschaft auch als die „Ostwestfalenteufel“ bekannt. Auf Anhieb schaffte der HEC den Sprung in die Qualifikationsrunde zur 2. Liga Nord. Am Ende waren die Ostwestfalenteufel punktgleich mit dem EC Lünen 89. Da die Herforder jedoch das bessere Torverhältnis aufwiesen schaffte der HEC den Aufstieg in die 2. Liga Nord. Dort platzierte sich die Mannschaft in der Saison 1995/96 auf dem zehnten Platz. In der folgenden Qualifikationsrunde wurden die Herforder Vierter und traf im Play-off-Viertelfinale auf den EC Lünen. Nach einem 6:2-Auswärtssieg im Hinspiel lagen die Herforder im Rückspiel zwischenzeitlich mit 0:5 zurück, was den Abstieg bedeutet hätte. Vier Tore im Schlussdrittel brachten jedoch die Wende und den sportlichen Klassenerhalt. Der DEB verweigerte den Herfordern jedoch die Lizenz für die neue Saison.
In den folgenden Jahren mischte der HEC in der Spitzengruppe der Regionalliga NRW mit, ohne jedoch in die Nähe der Aufstiegsrunde zu kommen. Erst 1999 wurde der HEC hinter dem Herner EV Vizemeister der Regionalliga NRW. In der Qualifikationsrunde schaffte die Mannschaft zwar als Achter sportlich den Aufstieg, verzichtete jedoch aus finanziellen Gründen auf die Oberligateilnahme. Ein Jahr später wurde der Aufstieg nachgeholt. Zunächst gewann der HEC mit sieben Punkten Vorsprung auf den EJ Dorsten die Meisterschaft der Regionalliga NRW. Danach mussten die Ostwestfalenteufel in der gemeinsamen Endrunde der Regionalligen NRW, Nord und Ost antreten. Trotz einer 1:2-Niederlage nach Verlängerung beim Rostocker EC wurde der HEC mit einem Punkt Vorsprung auf die Mecklenburger Sieger der Endrunde und stieg in die Oberliga auf.
Als Abstiegskandidat Nummer eins ging die Mannschaft in die Oberligasaison 2000/01. Doch das Team hielt gut mit und belegte am Ende der Vorrunde völlig überraschend den fünften Platz. Esbjörn Hofverberg wurde zum besten Verteidiger der Oberliga Nord gewählt. Im Play-off-Achtelfinale kam nach drei Niederlagen jedoch das Aus gegen den ERC Selb. Nach der Saison wurde die Oberliga Nord mangels Vereinen aufgelöst. Während die Dresdner Eislöwen und die Ratinger Ice Aliens weiterhin in der Oberliga verblieben zogen sich neben dem HEC weitere Vereine in die Regionalliga zurück.
Nach einer verkorksten Saison belegten die Ostwestfalenteufel nur den Siebten von neun Plätzen. In den Play-offs erreichte die Mannschaft noch den fünften Rang. Die Saison 2002/03 beendete der HEC trotz einer eklatanten Heimschwäche als Sechster und schied im Play-off-Viertelfinale gegen die Herner EG aus. Der Tiefpunkt wurde jedoch ein Jahr später erreicht, als die Mannschaft während der Saison zurückgezogen werden musste. Der Herforder EC meldete im Dezember 2003 Insolvenz an und wurde aufgelöst.

### Herforder EV (seit 2004)
| Saison                                                              | Liga              | Vorrunde  | Endrunde     |
| ------------------------------------------------------------------- | ----------------- | --------- | ------------ |
| 2005/06                                                             | Landesliga NRW    | 2. Platz  | 2. Platz ↑   |
| 2006/07                                                             | Verbandsliga NRW  | 3. Platz  | 3. Platz ↓   |
| 2007/08                                                             | Verbandsliga NRW  | 4. Platz  | 2. Platz ↓   |
| 2008/09                                                             | Verbandsliga NRW  | 4. Platz  | 2. Platz ↓   |
| 2009/10                                                             | Verbandsliga NRW  | 3. Platz  | 2. Platz ↑   |
| 2010/11                                                             | Regionalliga West | 4. Platz  | Halbfinale ↓ |
| 2011/12                                                             | Oberliga West     | 10. Platz | 4. Platz ↓   |
| 2012/13                                                             | Oberliga West     | 10. Platz | 2. Platz ↓   |
| 2013/14                                                             | NRW-Liga          | 5. Platz  | 1. Platz ↓   |
| 2014/15                                                             | NRW-Liga          | 1. Platz  | 1. Platz ↑   |
| 2015/16                                                             | Regionalliga West | 1. Platz  | 1. Platz ↑   |
| 2016/17                                                             | Regionalliga West | 8. Platz  | Halbfinale ↑ |
| 2017/18                                                             | Regionalliga West | 2. Platz  | Meister ↑    |
| 2018/19                                                             | Regionalliga West | 2. Platz  | Meister ↑    |
| 2019/20                                                             | Regionalliga West | 2. Platz  | 3. Platz PPO |
| 2020/21                                                             | Oberliga Nord     | 11. Platz | Pre–Playoff  |
| 2021/22                                                             | Oberliga Nord     | 11. Platz | –            |
| 2022/23                                                             | Oberliga Nord     | 11. Platz |              |
| 2023/24                                                             | Oberliga Nord     | 12. Platz |              |
| ↑ = Aufstiegsrunde; ↓ = Abstiegsrunde/Pokalrunde; PPO = Pre-Playoff |                   |           |              |

#### Aufbaujahre
Unmittelbar nach der Insolvenz des Herforder EC wurde ein Nachfolgeverein gegründet, um den Spielbetrieb im Nachwuchsbereich zu sichern. Der Herforder Eishockey Verein (kurz: HEV) gab sich den Beinamen „Ice Dragons“ (engl.: Eisdrachen). Eine neue erste Mannschaft wurde für die Saison 2004/05 nicht gemeldet. Erst 2005 nahm wieder eine Seniorenmannschaft den Spielbetrieb auf. Die Mannschaft der Trainer Peter Derksen und Frank Burchot bestand aus ehemaligen Aktiven des Herforder EC sowie einigen Spielern aus dem eigenen Nachwuchs. Mit einem 6:4 über den Erzrivalen Lippe-Hockey-Hamm gewann der HEV das erste Spiel der Vereinsgeschichte. Acht Siege und vier Niederlagen bedeuteten die Vizemeisterschaft hinter Hamm und die Qualifikation für den Verbandsligapokal. Auch hier belegte die Mannschaft den zweiten Platz, dieses Mal hinter dem EC Siegerland. Dadurch schafften die „Ice Dragons“ den Aufstieg in die Verbandsliga.
Die Verbandsligasaison 2006/07 wurde von den DEG Metro Stars II dominiert. Gemeinsam mit Lippe-Hockey-Hamm kämpften die Herforder um den zweiten Platz, der zur Teilnahme am Regionalligapokal berechtigte. Am letzten Spieltag reichte dem HEV ein Punkt gegen die Düsseldorfer, während Hamm selber in Siegerland gewinnen um auf eine Herforder Niederlage hoffen musste. Während die Hammer knapp gewinnen konnten, hielt der HEV lange Zeit ein Unentschieden, bevor die DEG schließlich noch 5:2 gewinnen konnte. Im Verbandsligapokal belegten die „Ice Dragons“ den dritten Platz.
Der langjährige Reservetorwart Andreas Ober übernahm zur Saison 2007/08 das Traineramt. In der Verbandsliga wurde der HEV Vierter. Im anschließenden Verbandsligapokal gewann die Mannschaft die Gruppe B mit fünf Punkten Vorsprung auf den SC Krefeld. Im Finale trafen die Herforder auf den Sieger der Parallelstaffel, den EHC Neuwied. Das Hinspiel konnten die „Ice Dragons“ zu Hause knapp mit 6:5 für sich entscheiden. Im Rückspiel behielt Neuwied mit 3:2 die Oberhand, so dass die Entscheidung im Penaltyschießen fallen musste. Im zwölften Penalty sorgte Neuwieds Daniel Walther für die Entscheidung für die Rheinländer.
Furios starteten die Herforder in die Verbandsligasaison 2008/09 und gewann die ersten sieben Spiele. Einige knappe Niederlagen sorgten schließlich dafür, dass der HEV erneut Vierter wurde. Im Verbandsligapokal wurde die Mannschaft wie im Vorjahr Erster der Gruppe B, wobei Patrik Preuße Torschützenkönig der Gruppe wurde. Im Finale trafen die „Ice Dragons“ auf den Grefrather EC. Die Gäste konnten das Finalhinspiel in Herford mit 6:4 gewinnen. Das Rückspiel in Grefrath entwickelte sich zu einer spannenden Partie, bei der die „Ice Dragons“ nach dem ersten Drittel bereits mit 3:0 führten. Herford gewann letztendlich mit 6:5, weswegen der Pokal an die „Nierspanther“ ging.

#### Weg in die Oberliga
Zur Saison 2009/10 übernahm Anton Weißgerber das Traineramt in Herford. Mit wechselhaften Leistungen, die auch auf die Doppelbelastung der Nachwuchsspieler in der Junioren-Bundesliga zurückzuführen ist, erreichte die Mannschaft punktgleich mit dem Grefrather EC den dritten Platz der Verbandsliga und qualifizierte sich für den Regionalligapokal. Die Nachwuchsspieler Jan-Niklas Linnenbrügger und Patrick Preuße wurden gemeinsam Topscorer der Liga. Auch dank der Heimstärke belegte die Mannschaft im folgenden Regionalligapokal den zweiten Platz. Nach einem 5:4-Auswärtssieg in Grefrath am vorletzten Spieltag sicherten sich die „Ice Dragons“ den Aufstieg in die Regionalliga.
Lange Zeit spielte die Herforder Mannschaft in der Regionalligasaison 2010/11 um die ersten drei Plätze, die zur Teilnahme an der Oberliga-Relegation berechtigten mit. Unnötige Punktverluste gegen die direkte Konkurrenz sorgten jedoch dafür, dass der HEV nur Vierter wurde. Überschattet wurde die Saison von einer schweren Verletzung des Stürmers Adrian Saul, der sich nach einem Zusammenstoß mit einem Spieler des RSC Darmstadt zwei Halswirbel brach. In den Play-down-Runde sicherte sich der HEV durch zwei Siege gegen den Iserlohner EC den Klassenerhalt.
Obwohl sich die Mannschaft nicht für die Oberliga West qualifiziert hatte, rückte sie 2011 wegen der Aufstockung der Oberliga in diese dritthöchste deutsche Spielklasse auf. Verstärkt durch zahlreiche Spieler der Hannover Indians und trainiert vom ehemaligen kanadischen Nationalspieler Bruce Keller kämpften die Herforder von Beginn an gegen den Abstieg. Tiefpunkt war eine 2:22-Niederlage bei den Roten Teufel Bad Nauheim. Dennoch konnte der HEV den drittletzten Platz erreichen und schaffte im anschließenden Oberligapokal den Klassenerhalt.
Im Verlaufe der Saison 2012/13 zeichnete sich jedoch immer deutlicher ein allgemeiner Kräfteverschleiß der Beteiligten auf und neben dem Feld ab. Von Seiten des Vereins wurde dies vor allem den als unzureichend empfundenen Eiszeiten und mangelnden Vermarktungsmöglichkeiten in der Eishalle Im kleinen Felde zugeschrieben. Im Mai 2013 wurde deshalb vom neu gebildeten Vorstand entschieden, die Mannschaft aus der Oberliga zurückzuziehen. Gemäß den Statuten des Landesverbandes wurde der HEV daher für die Saison 2013/14 in die NRW-Liga eingestuft und mit einem Aufstiegsverbot für zwei Spielzeiten belegt. Die bisherige Mannschaft wechselte zu großen Teilen zum Team der Hannover Indians.

#### Neuaufbau

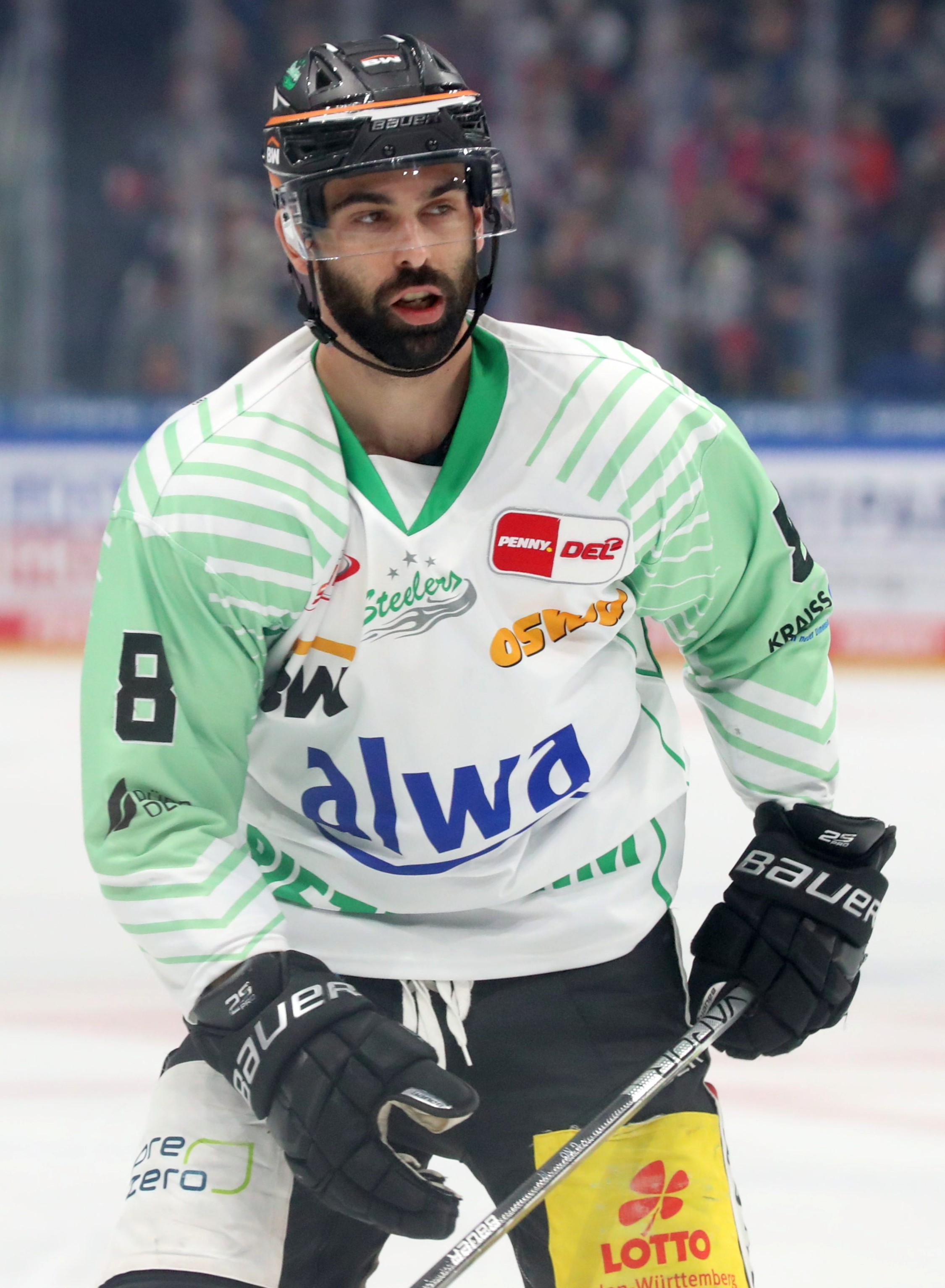
Guillaume Naud

In der NRW-Liga 2013/14 überraschte die junge und neuformierte Mannschaft mit guten Leistungen und konnte bis zu 600 Zuschauer pro Spiel in die Eishalle locken. Am Ende belegte der HEV den fünften Rang und qualifizierte sich damit für die abschließende NRW-Ligapokal-Runde. Nach Siegen über Lippe-Hockey-Hamm im Viertelfinale und Herner EV 1b im Halbfinale erreichten die Ice Dragons das Finale gegen den viertplatzierten EHC Troisdorf, das in zwei Spielen gewonnen wurde (4:3 nach Penaltyschießen in Herford und 6:4 in Troisdorf). Beim insgesamt dritten Anlauf in der Vereinsgeschichte konnte der HEV damit erstmals einen Ligapokal gewinnen.
Ein Jahr später erreichte die Mannschaft als Tabellenerster der Hauptrunde die Meisterrunde, die zugleich die Aufstiegsrunde zur Regionalliga West war. Bereits einen Spieltag vor Schluss sicherten sich die Herforder durch einen 5:3-Sieg bei der Grefrather EG den Meistertitel. Der Zuschauerboom des Vorjahres setzte sich weiter fort. Zweimal war die Eishalle Im kleinen Felde mit über 1000 Zuschauern wieder ausverkauft. Verstärkt durch die beiden Kanadier Chad Evans und Kilian Hutt dominierten die Herforder auch die folgende Regionalligasaison 2015/16 und sicherten sich vorzeitig durch ein 7:1 beim EHC Troisdorf die Meisterschaft und die Teilnahme am 1.-Liga-West-Pokal, den sich die Herforder zwei Spieltage vor Schluss sichern konnten.
Als Trainer für die Regionalligasaison 2016/17 konnte der Kanadier Jeff Job gewonnen worden, der Anfang der 1990er Jahre als Spieler für die Herforder EG aktiv war. Nach verpatztem Start erreichten die Herforder zum Abschluss der Hauptrunde Platz acht und verpassten die Meisterrunde nur um vier Punkte. Anschließend gewannen die Herforder die untere Platzierungsrunde und qualifizierten sich für die Play-offs, wo die Mannschaft sich im Viertelfinale überraschend gegen den EHC Neuwied durchsetzte. Im Halbfinale führte der HEV gegen die Ratinger Aliens bereits mit 2:0-Siegen, ehe die folgenden drei Spiele noch verloren gingen.
Ein Jahr später sicherten sich die Herforder in der regulären Saison die Vizemeisterschaft hinter der EG Diez-Limburg. In den folgenden Play-offs setzten sich die Ice Dragons zunächst mit jeweils 3:0-Siegen gegen die Soester EG und den EHC Neuwied durch und trafen im Finale erneut auf Diez-Limburg. Einem deutlichen 4:0-Auswärtssieg folgten zwei knappe Siege mit jeweils einem Tor Unterschied, die dem HEV den Meistertitel einbrachten. Aufgrund der mit einem Aufstieg verbundenen hohen Kosten verzichtete der Verein auf das sportlich erworbene Startrecht in der vom DEB geführten Oberliga Nord.
Somit trat das Team in der Saison 2018/19 erneut in der Regionalliga West an. Die weitestgehend unveränderte Mannschaft kam nach einigen Startschwierigkeiten gut in Tritt und beendete die Hauptrunde als Zweitplatzierter hinter den Hammer Eisbären. In den Play-offs kam es dann sowohl im Viertel- als auch im Halbfinale zu einer Neuauflage der Paarungen aus dem Vorjahr. Zunächst wurde die Soester EG erneut mit 3:0 Siegen bezwungen. Im Halbfinale konnte der EHC Neuwied diesmal nach zwei vom HEV gewonnenen Spielen noch einmal auf 2:2 herankommen. Im entscheidenden fünften Spiel behielt der HEV dann in eigener Halle mit 7:3 die Oberhand. Im Finale gegen die Hammer Eisbären konnte sich der Herforder EV dann mit 3:1 Siegen durchsetzen und damit den Meistertitel erfolgreich verteidigen.
Eine weitere Titelverteidigung in der Saison 2019/20 klappte nicht. Als Vizemeister der Hauptrunde und als Dritter der Pre-Playoffs scheiterten die Ice Dragons mit 0:3 Niederlagen am EHC Neuwied. Nachdem der Verein in den beiden Jahren zuvor auf den möglichen Aufstieg in die Oberliga verzichteten nahm der HEV im Sommer 2020 den Aufstieg in die Oberliga wahr. Gleichzeitig beschlossen die Herforder eine Kooperation mit den Kassel Huskies aus der DEL 2.

#### Rückkehr in die Oberliga
Die Herforder beendeten die Saison 2020/21 als Tabellenelfter und scheiterten in den Pre-Play-offs knapp mit 4:5 nach Verlängerung gegen die Rostock Piranhas. Der ausgelaufene Vertrag mit Trainer Jeff Job wurde nicht verlängert. Sein Nachfolger wurde Michael Bielefeld, der bereits in den frühen 1990er Jahren für die Herforder EG spielte. Als Elfter der Saison 2021/22 wurden die Play-offs verpasst. Trainer Michael Bielefeld verließ daraufhin den Verein auf eigenen Wunsch. Sein Nachfolger wurde Milan Vanek. Auch unter ihm wurden die Herforder Elfter und verpassten erst durch eine Niederlage am letzten Spieltag die Play-offs in der Saison 2022/23. Großes Verletzungspech führte dazu, dass die Mannschaft auch in der Saison 2023/24 nicht aus dem Tabellenkeller herauskamen. Im Oktober 2023 musste Trainer Milan Vanek gehen. Sein Nachfolger wurde der Finne Risto Kurkinen, mit dem die Mannschaft nur Tabellenletzter wurde. Für die Saison 2024/25 übernimmt Henry Thom das Traineramt.

## Spieler

### Kader der Saison 2024/25
| Torwarte        | Torwarte                   | Torwarte           | Torwarte           | Torwarte           | Torwarte                              | Torwarte     | Torwarte                        |
| Nr.             |                            | Name               | Name               | Geburtsdatum       | Geburtsort                            | im Team seit | Letzte Mannschaft               |
| --------------- | -------------------------- | ------------------ | ------------------ | ------------------ | ------------------------------------- | ------------ | ------------------------------- |
| 30              | Deutschland                | Kieren Vogel       | Kieren Vogel       | 26. Juli 1997      | Düsseldorf, Deutschland               | 2017         | Düsseldorfer EG                 |
| 55              | Tschechien und Deutschland | Jakub Urbisch      | Jakub Urbisch      | 5. Mai 1996        | Opava, Tschechien                     | 2024         | EHF Passau Black Hawks          |
| Abwehrspieler   |                            |                    |                    |                    |                                       |              |                                 |
| Nr.             |                            | Name               | Name               | Geburtsdatum       | Geburtsort                            | im Team seit | Letzte Mannschaft               |
| 06              | Kanada und Deutschland     | Brett Humberstone  | Brett Humberstone  | 17. März 2000      | Kingston, Ontario, Kanada             | 2024         | Huntsville Havoc                |
| 16              | Deutschland                | Marius Garten      | Marius Garten      | 8. Februar 1988    | Berlin, Deutschland                   | 2020         | ESC Wedemark Scorpions          |
| 43              | Deutschland                | Mika Hupach        | Mika Hupach        | 7. Januar 2005     | Düsseldorf, Deutschland               | 2024         | EC Red Bull Salzburg            |
| 44              | Kanada und Deutschland     | Nick Walters       | Nick Walters       | 11. April 1994     | Rosenheim, Deutschland                | 2024         | Saale Bulls Halle               |
| 52              | Deutschland                | Dennis König       | Dennis König       | 2. Juni 2000       | Neuss, Deutschland                    | 2020         | Düsseldorfer EG                 |
| 56              | Deutschland                | Michael Schaaf     | Michael Schaaf     | 11. Juli 2000      | Köln, Deutschland                     | 2024         | Hammer Eisbären                 |
| 72              | Deutschland                | Yannis Walch       | Yannis Walch       | 25. April 1995     | Villingen-Schwenningen, Deutschland   | 2024         | Füchse Duisburg                 |
| Angriffsspieler |                            |                    |                    |                    |                                       |              |                                 |
| Nr.             |                            | Name               | Name               | Geburtsdatum       | Geburtsort                            | im Team seit | Letzte Mannschaft               |
| 07              | Österreich und Deutschland | Dennis Sticha      | Dennis Sticha      | 5. August 1998     | Feldkirch, Österreich                 | 2024         | Steel Wings Linz                |
| 09              | Deutschland                | Niklas Hildebrand  | Niklas Hildebrand  | 25. Februar 1995   | Mannheim, Deutschland                 | 2023         | Saale Bulls Halle               |
| 10              | Lettland und Deutschland   | Jegors Kalnins     | Jegors Kalnins     | 18. Februar 2004   | Lettland                              | 2024         | Herner EV                       |
| 13              | Deutschland                | Nils Wegner        | Nils Wegner        | 8. August 2003     | Wolfsburg, Deutschland                | 2024         | EG Diez-Limburg                 |
| 14              | Deutschland                | Leon Köhler        | Leon Köhler        | 23. September 2000 | Bad Homburg vor der Höhe, Deutschland | 2024         | Saale Bulls Halle               |
| 17              | Österreich und Deutschland | Timo Sticha        | Timo Sticha        | 15. August 2004    | Feldkirch, Österreich                 | 2024         | Steel Wings Linz                |
| 18              | Deutschland                | Philip Woltmann    | Philip Woltmann    | 21. Mai 2002       | Georgsmarienhütte, Deutschland        | 2023         | Selber Wölfe                    |
| 22              | Deutschland                | Gleb Berezovskij   | Gleb Berezovskij   | 12. Dezember 1996  | Kiew, Ukraine                         | 2020         | EG Diez-Limburg                 |
| 39              | Vereinigte Staaten         | Brandon Schultz    | Brandon Schultz    | 15. Juni 1996      | Estero, Florida, Vereinigte Staaten   | 2024         | Lausitzer Füchse                |
| 49              | Deutschland                | Anton Seidel       | Anton Seidel       | 29. Juli 2001      | Dresden, Deutschland                  | 2022         | Höchstädter EC                  |
| 74              | Kanada                     | Ryley Lindgren     | Ryley Lindgren     | 20. Januar 1996    | East St. Paul, Manitoba, Kanada       | 2024         | Zaglebie Sosnowiec              |
| 77              | Kanada und Deutschland     | Émil Lessard-Aydin | Émil Lessard-Aydin | 1. Juni 2000       | Krumbach, Deutschland                 | 2023         | Saint-Romulard Poulin Dev       |
| 82              | Kanada                     | Logan DeNoble      | Logan DeNoble      | 15. Oktober 1997   | Peterborough, Ontario, Kanada         | 2022         | Saint Mary’s University Halifax |

### Trainerstab
| Tätigkeit          | Nat.        | Name             | Geburtsdatum     | Im Team seit | Geburtsort                     |
| ------------------ | ----------- | ---------------- | ---------------- | ------------ | ------------------------------ |
| Trainer            | Deutschland | Henry Thom       | 12. Mai 1970     | 2024         | Frankfurt am Main, Deutschland |
| Co-Trainer         | Deutschland | Gordon Nickel    | 11. Februar 1977 | 2022         | Herdecke, Deutschland          |
| Sportlicher Leiter | Deutschland | Sven Johannhardt | 21. April 1982   | 2021         | Bielefeld, Deutschland         |

### Gesperrte Trikotnummern
Bislang wurden die Rückennummern von zwei Spielern aufgrund ihrer Verdienste für den Verein „gesperrt“. Dies bedeutet, die Rücknummern werden nicht mehr an aktive Spieler vergeben.
| 1 Kai Frenzel Torwart 1990–2010 | 3 Michael Reim Verteidiger 1991–2011 |

### Bedeutende ehemalige Spieler
(Teamzugehörigkeit und Position in Klammern)
| - Frank Burchot (1988–2007 mit Unterbrechungen, Sturm) | - Ron Chyzowski (1993–1994, Sturm)        | - Mariusz Cissewski (1991–1992, Torwart) | - Antonio Fonso (2000–2001, Sturm)  |
| - Thomas Franta (2000–2002, Torwart)                   | - Uwe Geiselmann (?–2008, Sturm)          | - Esbjörn Hofverberg (2000–2001, Abwehr) | - Thomas Imdahl (1991–1993, Sturm)  |
| - Derek Laxdal (1993–1994, Sturm)                      | - Roland Peters (1990–1994, Verteidigung) | - Dale Reinig (1992–93, Abwehr)          | - Daniel Reiss (2011, Verteidigung) |
| - Robert Simon (2000–2003, Sturm)                      | - Gabor Tamás (1990/91+1994/95, Sturm)    |                                          |                                     |

### Bedeutende frühere Mannschaften

#### Meister der Regionalliga West 1987
| Position      | Name |
| Tor:          | Mario Kummer, Andreas Ober, Walter Strobelt |
| Verteidigung: | Dirk Heckmann, Andre Langhoff, Rüdiger Metsch, Heinz Jürgen Mörz, Stephan Planer |
| Sturm:        | Pat Brodeur, Stefan Czmaiduch, Frank Dietz, Detlev Eltermann, Jens Hagemeister, Thomas Hesse, Jeff Job, Dirk Marchel, Greg Redmond, Henry Sander, Christoph Schriever, Stefan Springer, Stefan Thurow, Michael Wanner, Reiner Wias, Axel Wolter |
| Trainer:      | Bernd Haake |

#### Meister der Regionalliga West 1991
| Position      | Name |
| Tor:          | Kai Frenzel, Andreas Ober |
| Verteidigung: | Michael Bielefeld, Peter Derksen, Hartmut Heibrock, Frank Hüttemann, Roland Peters                                                                                               |
| Sturm:        | Jens Hagemeister, Jeff Job, Knut Kändler, Stefan Kemner, Eric Kranz, Dierk Lauterjung, Dirk Marchel, Jamie McKinley, Steve McNutt, Rolf Nitz, Stefan Springer, Christoph Würkert |
| Trainer:      | Roland Peters |

#### Meister der Regionalliga West 2000
| Position      | Name |
| Tor:          | Kai Frenzel, Alexander Lukowiak |
| Verteidigung: | Martin Hak, Corbie Kent, Vyacheslav Koop, Waldemar Oppenländer, Deny Podviz, Michael Reim |
| Sturm:        | Eugen Berger, Oliver Bille, Frank Burchot, Michael Clemens, Uwe Geiselmann, Tim Horstbrink, Christian Jabs, Eric Kranz, Nico Meichsner, Doug Moffatt, Gordon Nickel, Robert Simon, Alexander Vertgewall, Brian Zakall |
| Trainer:      | unbekannt |

#### Meister der Regionalliga West 2018
| Position      | Name |
| Tor:          | Justin-Dominik Figge, Jan Pohlmann, Lars Rusche, Tim Stenger, Kieran Vogel |
| Verteidigung: | Philip Brinkmann, Lukas Derksen, Kai Domula, Kris Gehring, Florian Kiel, Aaron Reckers, Kevin Rempel, Aric Schinke, Dennis Schmunk, Tim-Jannis Schürstedt |
| Sturm:        | Maurice Becker, Gleb Berezowsky, Nils Bohle, Alexander Chmelkov, Killian Hutt, Sven Johannhardt, Lucas Klein, Nejc Korpar, Alexander Lindt, Jan-Niklas Linnenbrügger, Leon Nasebandt, Henry Nickel, Ross John Reed, Morgan Reiner, Ben Skinner, Fabian Staudt, Jan Thießen |
| Trainer:      | Jeff Job |

#### Meister der Regionalliga West 2019
| Position      | Name |
| Tor:          | Jan Pohlmann, Tim Stenger, Kieran Vogel |
| Verteidigung: | Philip Brinkmann, Kris Gehring, Florian Kiel, Aaron Reckers, Kevin Rempel, Aric Schinke, Tim-Jannis Schürstedt, Evan Wood                                                                                                   |
| Sturm:        | Gleb Berezowsky, Nils Bohle, Alexander Chmelkov, Killian Hutt, Sven Johannhardt, Matyas Kovács, Tommy Kuntu-Blankson, Alexander Lindt, Jan-Niklas Linnenbrügger, Leon Nasebandt, Alexander Seel, Ben Skinner, Fabian Staudt |
| Trainer:      | Jeff Job |

## Stadion

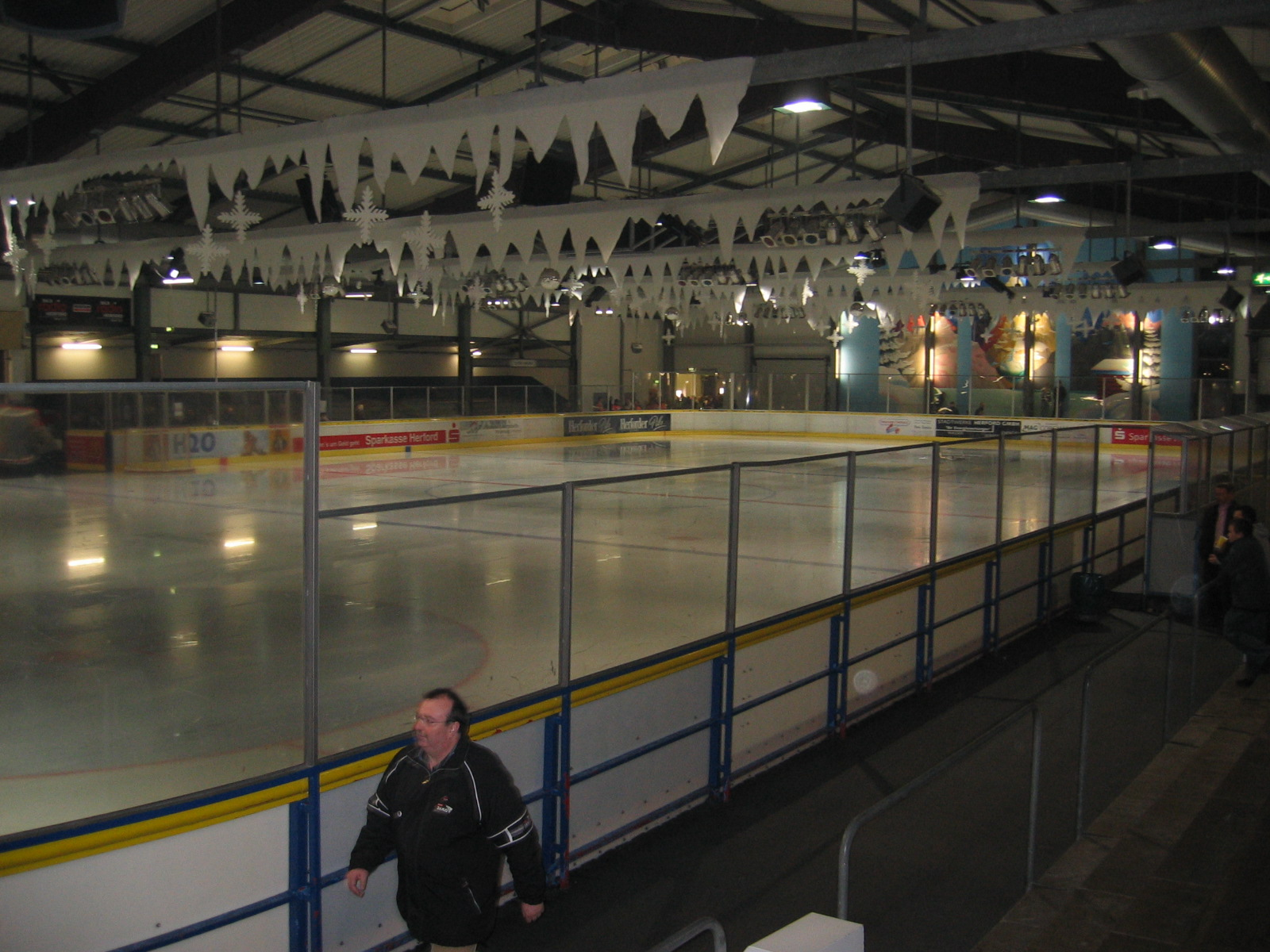
Eishalle „Im Kleinen Felde“

Der Herforder EV trägt seine Heimspiele in der Eishalle „Im Kleinen Felde“ aus. Die Halle wurde im Jahre 1980 eröffnet. Ursprünglich hatte das Stadion ein Zeltdach und war nach drei Seiten offen. In den späten achtziger und neunziger Jahren erlebte das Stadion seine Blütezeit, als regelmäßig bis zu 4.000 Zuschauer die Spiele verfolgten. Nachdem sich jedoch einige Anwohner erfolgreich vor Gericht über den Lärm beschwerten, wurde die Stadionkapazität auf knapp 1.000 Zuschauer beschränkt. Durch die daraus entstehenden Einnahmeausfälle geriet der damalige Verein in finanzielle Probleme und schließlich in die Insolvenz. Seit dem letzten Umbau im Jahre 1999 ist die Halle an den Seiten geschlossen und hat wieder ein Fassungsvermögen von ca. 2.000 Plätzen. Zugelassen sind allerdings nur 1.029 Zuschauer. Es gibt keine Sitzplätze. Seit Beginn der Saison 2007/08 herrscht in der Halle striktes Rauchverbot.
Ein großes Problem für den Herforder Eissport war stets die sehr kurze Saisondauer der Halle, die nur von Mitte Oktober bis Mitte März Spielbetrieb ermöglichte. Die Mannschaften des Herforder EV mussten daher regelmäßig zur Saisonvorbereitung auswärts Eiszeiten anmieten. Die mangelnde Verfügbarkeit der Eishalle wurde vom Verein auch als wesentlicher Grund für den Rückzug aus der Oberliga im Sommer 2013 angeführt. Durch einen Ratsbeschluss der Stadt Herford wurden dem Verein ab Beginn der Spielzeit 2016/17 eine deutlich verlängerte Saisondauer zwischen Anfang September bis Ende März, mehr Termine für Heimspiele und verbesserte Trainingszeiten für den Nachwuchs zugesichert. Im Oktober 2020 erwarb das Herforder Softwareunternehmen Imos AG für zwei Jahre die Namensrechte an der Eishalle.

## Vereinskultur

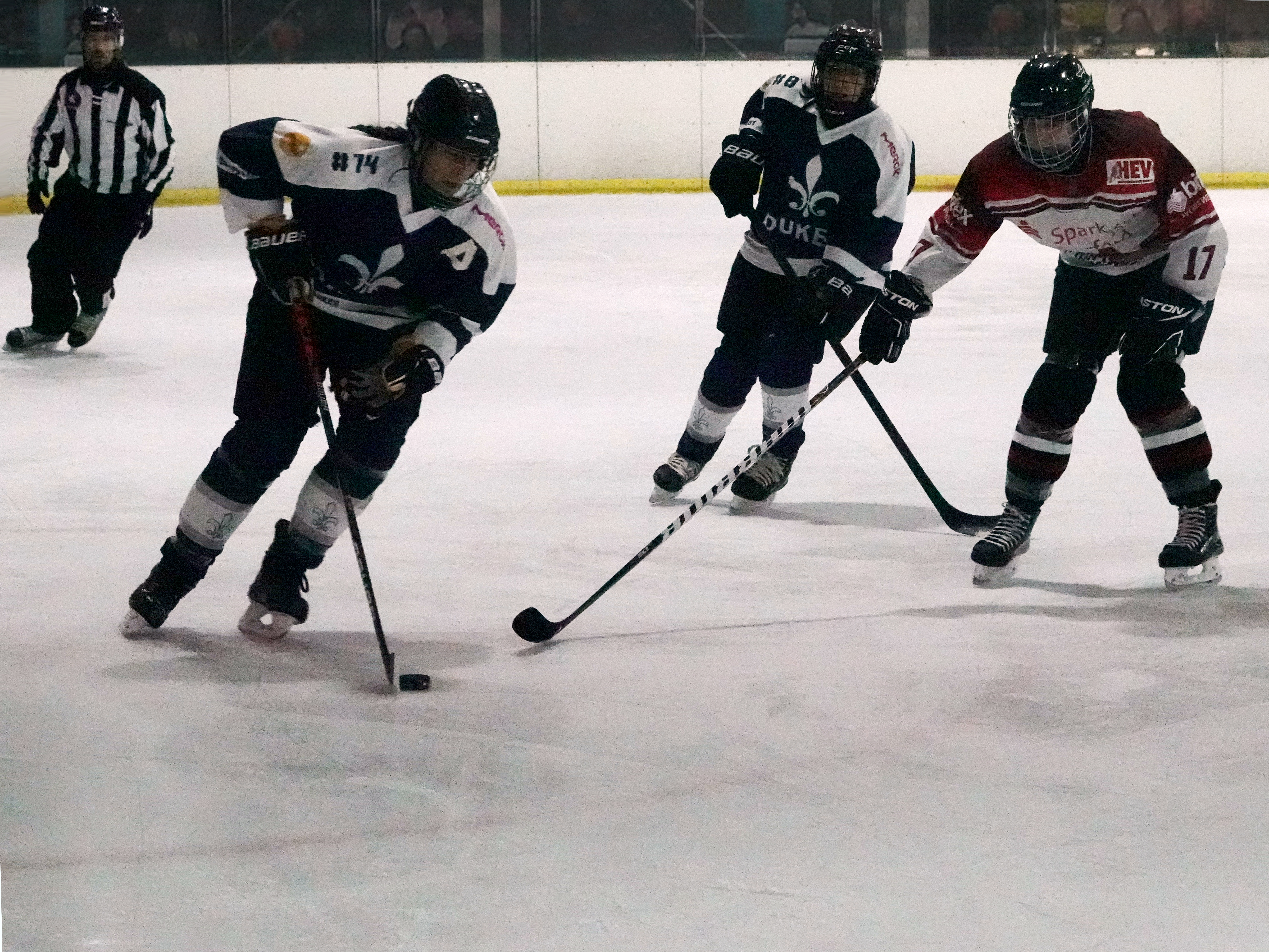
Spiel der Damen gegen die Darmstadt Dukes (in SG mit Löwen Frankfurt) im Dezember 2024

### Fans und Zuschauer
Der Herforder EV verfügt ebenso wie seine Vorgänger HEG und HEC über eine im Vergleich zum sonstigen NRW-Eishockey überdurchschnittlich große Anhängerschaft. Auch nach dem freiwilligen Abstieg in die fünftklassige NRW-Liga verfolgten im Schnitt der Saison 2013/14 bisher ca. 400–500 Zuschauer die Heimspiele. Damit ist gegenüber den vorangegangenen Spielzeiten in der Oberliga kein nennenswerter Rückgang zu verzeichnen. Auch bei Auswärtsspielen stellen die mitgereisten HEV-Fans bisweilen den größten Teil der Zuschauer. Der harte Kern der HEV-Fans versammelt sich bei Heimspielen im vom Eingang aus gesehen hinteren linken Bereich der Eishalle. Der HEV hat mehrere Fanclubs, die Herforder Devils, HockeyHeads Herford, Goalgetters Herford, Sups und Die Kurve. Die Herforder Devils unterhalten eine Hobby-Eishockeymannschaft, die regelmäßig Freundschaftsspiele in Nordrhein-Westfalen austrägt.

### Rivalitäten
Zwischen den Herforder Fans und denen von Lippe-Hockey-Hamm besteht seit langer Zeit eine Rivalität, die sich auf die geographische Nähe der beiden Städte zurückführen lässt. Über viele Jahre lang war Lippe-Hockey-Hamm bzw. dessen Vorgängervereine die nächstgelegenen Gegner für die Herforder Eishockeymannschaften. Fanfreundschaften werden nicht praktiziert.

### Musik
Torhymne des Herforder EV ist seit der Saison 2019/20 das Lied Song 2 von Blur. Unmittelbar vor Spielbeginn wird traditionell das Lied A Warrior’s Call von Volbeat gespielt. Seit einigen Jahren hat der HEV auch seine eigene Hymne. Das Lied Drachenherzen von Björn Diewald und JP Fair wird wenige Minuten vor Spielbeginn gespielt.

## Jugendarbeit
| Mannschaft           | Liga                     |
| -------------------- | ------------------------ |
| Junioren (U-20)      | Regionalliga NRW         |
| Jugend (U-17)        | Regionalliga NRW         |
| Schüler (U-15)       | Landesliga NRW-Nord      |
| Knaben (U-13)        | Landesliga NRW-Nord      |
| Kleinschüler (U-11)  | Landesliga NRW, Gr. Blau |
| Kleinstschüler (U-9) | Landesliga NRW, Gr. Grün |

Für die Saison 2023/24 stellt der Herforder EV sechs Nachwuchsmannschaften. Dazu kommt mit den Minidragons eine Lauflernschule.
Größter Erfolg der Jugendarbeit war der Aufstieg der Juniorenmannschaft (U21) in die Bundesliga Nord im Jahre 2009. Obwohl dort mit dem Ziel Klassenerhalt gestartet, sicherte sich das Team überraschend den zweiten Platz und erreichte die Endrunde um die deutsche Meisterschaft. Die Teilnahme an dieser Endrunde musste jedoch unter kontroversen Umständen abgesagt werden. Die Stadtwerke Herford konnten keinen geeigneten Spieltermin für das Spiel des HEV gegen den EC Peiting anbieten, da sie ansonsten die reguläre öffentliche Eislaufzeit des Tages hätten verkürzen müssen. Der stattdessen angebotene Termin lag am späten Abend. Da der EC Peiting bereits früh am nächsten Morgen sein nächstes Pflichtspiel gehabt hätte und daher ablehnte, kam es zu keiner Einigung. Die HEV-Juniorenmannschaft wurde dennoch zur Mannschaft des Jahres 2009 in Herford gewählt. In der Saison 2010/11 zog der Verein seine Juniorenmannschaft aus der Bundesliga zurück und trat seitdem in der NRW-Liga an.